# アルバート (砲艦)

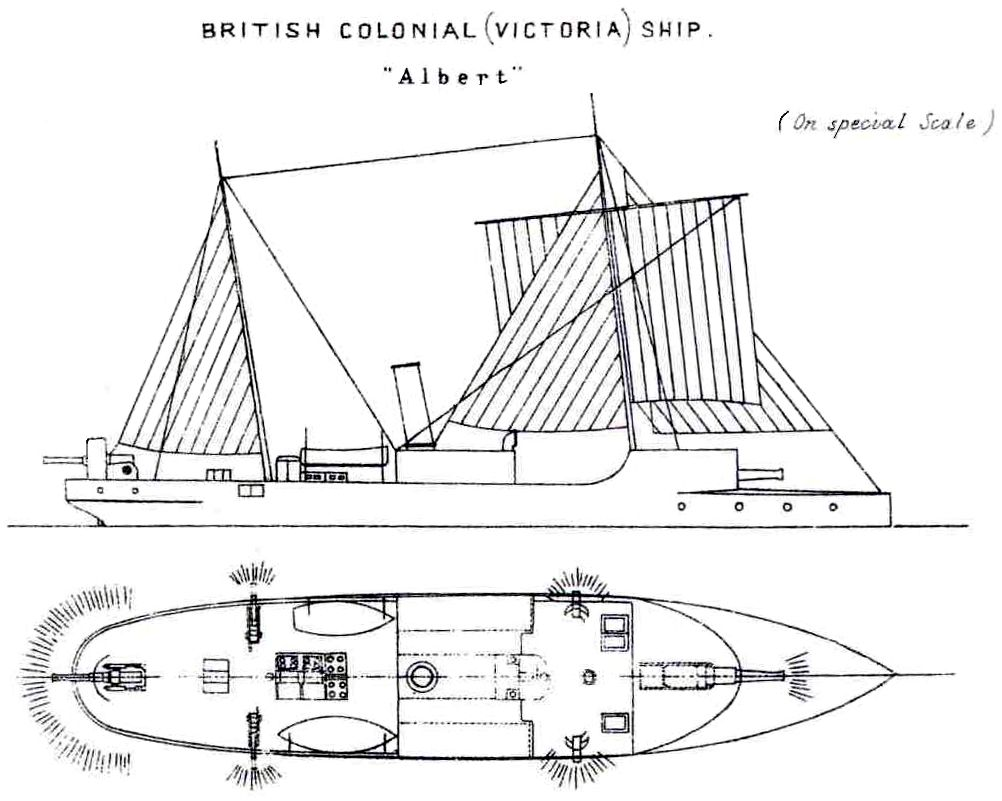
「アルバート」の図、ブラッセイ海軍年鑑1888年-1889年より

アルバート（HMVS Albert）はヴィクトリア植民地の砲艦。
アームストロング・ミッチェル社ロー・ウォーカー造船所で建造。1882年9月30日起工。1883年6月6日進水。1884年1月26日竣工。
排水量350t（tonnes）、361T（tons）、または370T（tons）、全長120フィート、水線長115フィート、または垂線間長115フィート、幅22フィート、または25フィート。機関は直動複式蒸機関2基。2軸推進、出力400ihpで速力10.6ノット、または376ihpで10.18ノット、もしくは400hpで10ノット。兵装は27口径8インチ後装施条砲1門、19口径6インチ後装施条砲1門、9ポンド後装施条砲2門、3ポンド・ノルデンフェルト砲（1.5インチ・ノルデンフェルト機関砲）2門であった。ノルデンフェルト砲は1888年に6ポンド速射砲に換装された。
「アルバート」は1884年2月3日に砲艦「ヴィクトリア」とともにスピットヘッドに向かい、、2月14日にジブラルタルへ向けて出航。2月26日にはマルタに着き、そこで水雷艇「Childers」が加わった。当時イギリスはスーダンで戦闘中であり、そちらでの使用をヴィクトリア植民地政府が申し出でて3隻はSuakinへ派遣されたが、そこに3月19日に到着した時には3隻は必要とされなくなっていた。6月25日、3隻はポートフィリップ湾に到着した。
1895年、兵装などが撤去され、係船状態となる。翌年、ヴィクトリア政府は「アルバート」と「ヴィクトリア」を売却しようとしたが「アルバート」は売れず、Department of Worksに移管されて発破船（または浮標見回り船）となった。
第一次世界大戦中にオーストラリア海軍が取得して曳船に改装しようとしたが、費用が掛かりすぎることから処分されることとなり、民間会社へ売却されて艀になった。